# 北寺塔 (岢嵐)
北寺塔，位于中华人民共和国山西省忻州市岢岚县岚漪镇东街村窑子坡民生东街，已列为山西省文物保护单位。

## 保护
2016年6月6日，北寺塔由山西省人民政府公布为第五批山西省文物保护单位，编号5-51。